# Brian Kernighan
Brian Kernighan (* 1942 Toronto, Ontario, Kanada; g ve slově Kernighan se nevyslovuje) je kanadský programátor známý především spoluautorstvím knihy The C Programming Language o programovacím jazyce C, kterou napsal spolu s autorem jazyka Dennisem Ritchiem. Kernighan potvrdil, že na návrhu jazyka nemá žádný podíl („Vše je práce Dennise Ritchieho“).
Podle této základní referenční příručky o jazyce C z roku 1978 se tehdejší standard jazyka označoval K&R podle prvních písmen příjmení obou autorů.
Kernighan stál u zrodu skriptovacího jazyka AWK, kde ono K v názvu opět pochází z jeho příjmení. Vytvořil také mnoho programů pro operační systém Unix.